# Nostoc
Nostoc (Носток) је род модрозелених бактерија (алги). Припада реду Nostocales (ностокалес). Врсте овога рода су прокариотски организми који се налазе на трихалном ступњу организације. Ћелије у кончастим телима међусобно комуницирају преко плазмодезми. Образују колоније које могу бити различите величине (неке се виде само помоћу микроскопа, док неке достижу величину и до 30 cm у пречнику). Колоније су углавном лоптасте, мада могу имати и другачији изглед. Споља имају густ галаретни омотач (слузав), а у унутрашњости је омотач ређи и ту се налазе испреплетани конци алги. Кончасто тело је неразгранато. Образују хетероцисте и трајне споре (акинете). Хетероцисте су појединачне, и могу бити унутар кончастог тела (између вегетативних ћелија) или на крају кончастог тела. Акинети су елипсастог облика и мало већи од вегетативних ћелија. Код рода Nostoc акинети се обично налазе на половини пута између две хетероцисте.
Врсте овога рода су широко распрострањене и налазе се у води и на влажном земљишту, мада чешће на земљишту.
Размножавају се хормогонијама. Оне могу да настану кидањем кончастог тела, дезинтеграцијом хетероцисти, или из акинета из кога ниче нова хормогонија
Овај род је откривен у 19. веку. Врсте овога рода могу да вежу атмосферски азот (азотофиксатори) тако да учествују у побољшању квалитета земљишта. Због обогаћивања земљишта азотом могу имати примене у пољопривреди. Код врсте која живи ван воде, Nostoc commune, 1988. године пронађен је дотад непознат апсорбциони пигмент UV-A/B. Овај пигмент омогућава не само преживљавање сушног периода већ и опстанак у пределима са високим нивоом УВ зрачења. 

## Употреба
Неке врсте из овога рода се користе и у људској исхрани, пошто садрже протеине и витамин Ц. Узгајају се и користе за исхрану углавном у Азији. Врсте Nostoc flagelliforme и  се користе у Кини, Јапану и на острву Јава. У средњој Азији се чешће користи врста .

## Врсте
У овом роду налази се 71 врста (према сајту silicasecchidisk.conncoll.edu).
|  |  |  |